# Taubenturm (Guercheville)
Koordinaten: 48° 15′ 41,8″ N, 2° 33′ 36,6″ O

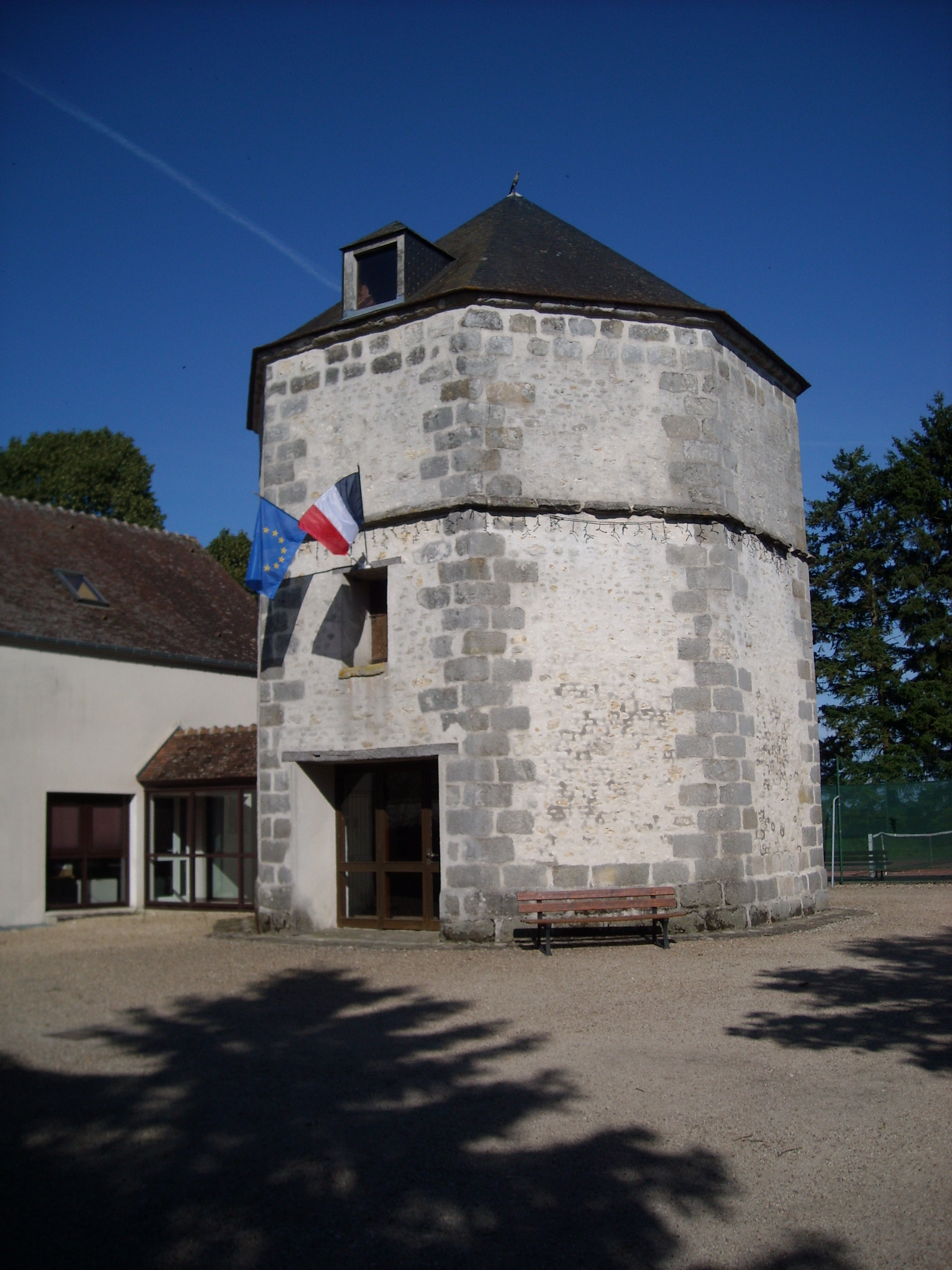
Taubenturm in Guercheville

Der Taubenturm (französisch colombier oder pigeonnier) in Guercheville, einer französischen Gemeinde im Département Seine-et-Marne in der Region Île-de-France, wurde 1627 errichtet. Der Taubenturm steht im Parc de la Mairie.
Der oktogonale Taubenturm aus Bruchstein mit Eckquaderung gehörte zum Schloss von Guercheville, das heute nicht mehr existiert.